# Adelphagrotis stellaris
Adelphagrotis stellaris är en fjärilsart som beskrevs av Augustus Radcliffe Grote 1880. Adelphagrotis stellaris ingår i släktet Adelphagrotis och familjen nattflyn. Inga underarter finns listade i Catalogue of Life.